# 수 랜들
수 랜들(Sue Randall, 1935년 10월 8일 ~ 1984년 10월 26일)은 미국의 배우, 텔레비전 배우, 영화배우이다.

## 영화
- 도망자 (1963년)
- 보난자 (1959년)
- 선셋 77번가 (1958년)
- 서부의 파라딘 (1957년)
- 페리 메이슨 (1957년)
- 비버는 해결사 - TV 시리즈 (1957년)
- 사랑의 전주곡 (1957년)
- 딜론 보안관 (1955년)